# جورج بيرو
جورج بيرو (بالإنجليزية: George Pero)‏ هو لاعب كرة مضرب أمريكي، ولد في 16 أبريل 1919 في ميامي في الولايات المتحدة، وتوفي في 23 مارس 1988.